# Carnac-Rouffiac
Carnac-Rouffiac ist eine französische Gemeinde mit 230 Einwohnern (Stand 1. Januar 2022) im Département Lot in der Region Okzitanien (vor 2016: Midi-Pyrénées). Die Gemeinde gehört zum Arrondissement Cahors und zum Kanton Luzech.
Der erste Teil des Namens der Gemeinde leitet sich vom früheren Namen Cassinacum (Villa des Cassinus) ab. In alten Texten wird der Ort Casnac genannt. Analog stammt der zweite Teil vom früheren Namen Ruffiacum (Villa des Ruffius) ab. Der Ort wurde in einem kirchlichen Register als Roffiaco erwähnt.
Die Einwohner werden Carnacois und Carnacoises genannt.

## Geographie
Carnac-Rouffiac liegt circa 18 Kilometer westsüdwestlich von Cahors in der historischen Provinz Quercy.
Umgeben wird Carnac-Rouffiac von den fünf Nachbargemeinden:
| Bélaye  | Albas                                       |        |
| Fargues | Kompassrose, die auf Nachbargemeinden zeigt | Sauzet |
|         | Barguelonne-en-Quercy                       |        |

Carnac-Rouffiac liegt im Einzugsgebiet des Flusses Garonne.
Die Séoune, ein Nebenfluss der Garonne, fließt an der südlichen Gemeindegrenze entlang.
Der Lissourgues, ein Nebenfluss des Lot, entspringt in Carnac-Rouffiac. Der Ruisseau de Baudenque, einer seiner Nebenflüsse, bewässert zusammen mit seinem Nebenfluss, dem Ruisseau des Clottes, das Gebiet der Gemeinde.

## Geschichte
Während der Französischen Revolution wurden die beiden Gemeinden Carnac und Rouffiac zur Gemeinde Carnac-Rouffiac vereinigt.

## Einwohnerentwicklung
Nach Beginn der Aufzeichnungen stieg die Einwohnerzahl bis zur Mitte des 19. Jahrhunderts auf einen Höchststand von rund 810. In der Folgezeit sank die Größe der Gemeinde bei kurzen Erholungsphasen bis zu den 1980er Jahren auf 175 Einwohner, bevor sich eine Wachstumsphase einstellte, die in jüngster Zeit wieder stagniert.
| Jahr      | 1962 | 1968 | 1975 | 1982 | 1990 | 1999 | 2006 | 2011 | 2022 |
| --------- | ---- | ---- | ---- | ---- | ---- | ---- | ---- | ---- | ---- |
| Einwohner | 235  | 200  | 178  | 175  | 202  | 202  | 236  | 252  | 230  |

## Sehenswürdigkeiten

### PfarrkircheNotre-Dame de l’Assomptionin Carnac
Im Jahre 1135 gehörte die Pfarrgemeinde Carnac zum Domkapitel von Cahors, bevor sie vom Bischof Gérard an die Komturei der Templer in Lacapelle-Livron geschenkt wurde und danach an die Hospitaliter fiel.
Die Kirche zweigt mindestens fünf Baumaßnahmen, darunter drei Hauptbauabschnitte. Zur ersten gehören die Apsis und der größte Teil der Wände des Langhauses und der südlichen Seitenkapelle, die auf das 13. Jahrhundert datiert werden kann. Die Fenster im Flamboyant-Stil und die Kreuzrippengewölbe sind bei Arbeiten nach dem Hundertjährigen Krieg am Ende des 15. oder zu Beginn des 16. Jahrhunderts entstanden. Zur gleichen Zeit wurde das obere Geschoss hinzugefügt, das als Zuflucht dienen sollte. Der Zugang erfolgte über eine Spindeltreppe. Das Gewölbe des westlichen Jochs des Langhauses wurde im Jahre 1637 errichtet oder wiederhergestellt gemeinsam mit den Reparaturarbeiten, die auch das neue westliche Eingangsportal hervorbrachten und die Erneuerung der Kirchenausstattung inkludierten.
Die romanische Apsis besteht aus einem halbrunden Abschluss und einem geraden Joch, das den Glockenturm trägt. Er ist aus kleinen zugeschnittenen Bruchsteinen errichtet. Das Gesims wird von Konsolen getragen, die bis auf ein Fantasietier schmucklos gehalten sind. Für den Rest des Gebäudes sind es die Werksteine, die die Teil identifizieren, die vor dem 15. Jahrhundert entstanden sind. Das einzige ursprüngliche Fenster ist mit einem rundbogenförmigen Monolith bedeckt. Die großen Maßwerkfenster sind von jüngerem Datums eingesetzt worden. Das obere Geschoss und der Treppenturm an der Nordwestseite sind als Bruchsteinen errichtet. Das Eingangsportal ist mit dorischen Pilastern und einem Dreiecksgiebel eingerahmt. Seine Türflügel stammen aus dem 17. Jahrhundert. Der Chor ist mit einem Kesselgewölbe und einem Tonnengewölbe hinter dem leicht spitzbogenförmigen Triumphbogen ausgestattet. Die Bögen an den Eingängen der Seitenkapellen und die Kreuzrippengewölbe mit Liernen und Tierceron-Rippen zeigen doppelte Stäbe, was für den Zeitraum um 1500 charakteristisch ist. Auf dem westlichen Joch fingiert eine einfache Bemalung die Rippen des Gewölbes, entweder weil es nicht fertiggestellt wurde oder weil es überarbeitet wurde. Der Schlussstein der nördlichen Seitenkapelle zeigt das Malteserkreuz. Das Wappen auf dem Schlussstein der südlichen Seitenkapelle ist nicht bestimmbar.
Eine große Zahl von Ausstattungsgegenständen aus dem 16. und 17. Jahrhundert sind als Monument historique der beweglichen Güter eingeschrieben.

### PfarrkircheSaint-Simon et Saint-Judein Rouffiac
Es gibt keine Erwähnung der Pfarrgemeinde von 1316. Anhand seiner architektonischen Merkmale lässt sich die Errichtung der Kirche auf das 13. Jahrhundert oder auf das frühe 14. Jahrhundert datieren. An der Kirche ist ein langes Gebäudes gebaut, das umfangreiche Überbleibsel aus dem 13. oder 14. Jahrhundert bewahrt. Die Kirche besteht aus einem einschiffigen Langhaus, einer halbrunden Apsis und einer südlich gelegenen Seitenkapelle. Alle Gebäudeteile sind aus Werksteinen errichtet. Die Westfassade läuft in einen hohen Giebel aus und enthält das spitzbogenförmige Eingangsportal.

### Altar Les Rogations
Er befindet sich außerhalb des Zentrums der Gemeinde an der Route départementale 95. Es handelt sich um einen kleinen Altar aus Stein mit einem Kreuz in einer Steinplatte, das in einer Mauer eingelassen ist. Zwei Mauervorsprünge tragen einen Bogen, der den Altar schützt. Das mit Hohlziegeln gedeckte Dach ist direkt auf das Mauerwerk aufgetragen. Das aus dem Mittelalter stammende Denkmal ist seit dem 10. Dezember 1925 als Monument historique eingeschrieben.

## Wirtschaft und Infrastruktur

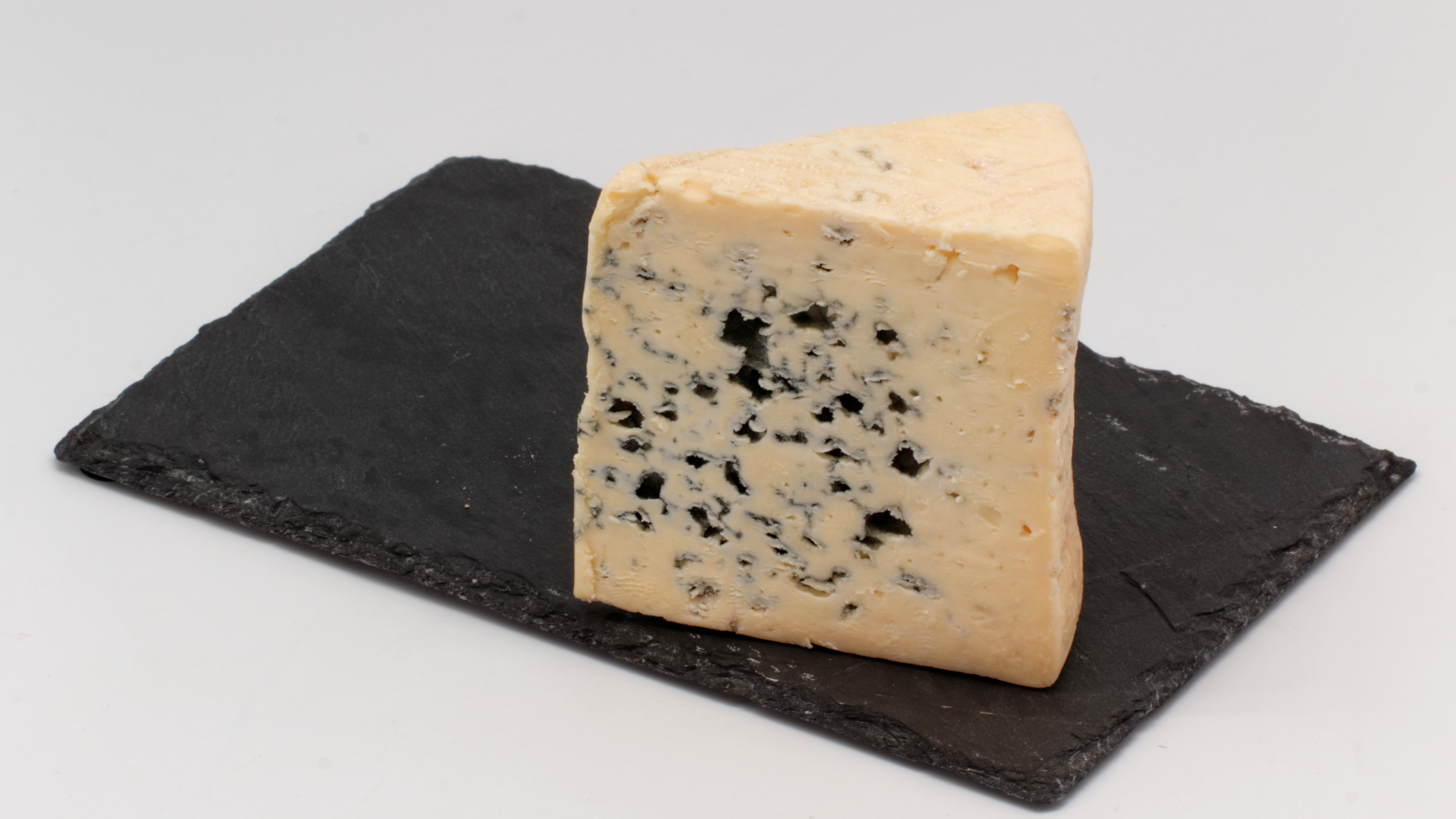
Blauschimmelkäse Bleu des Causses
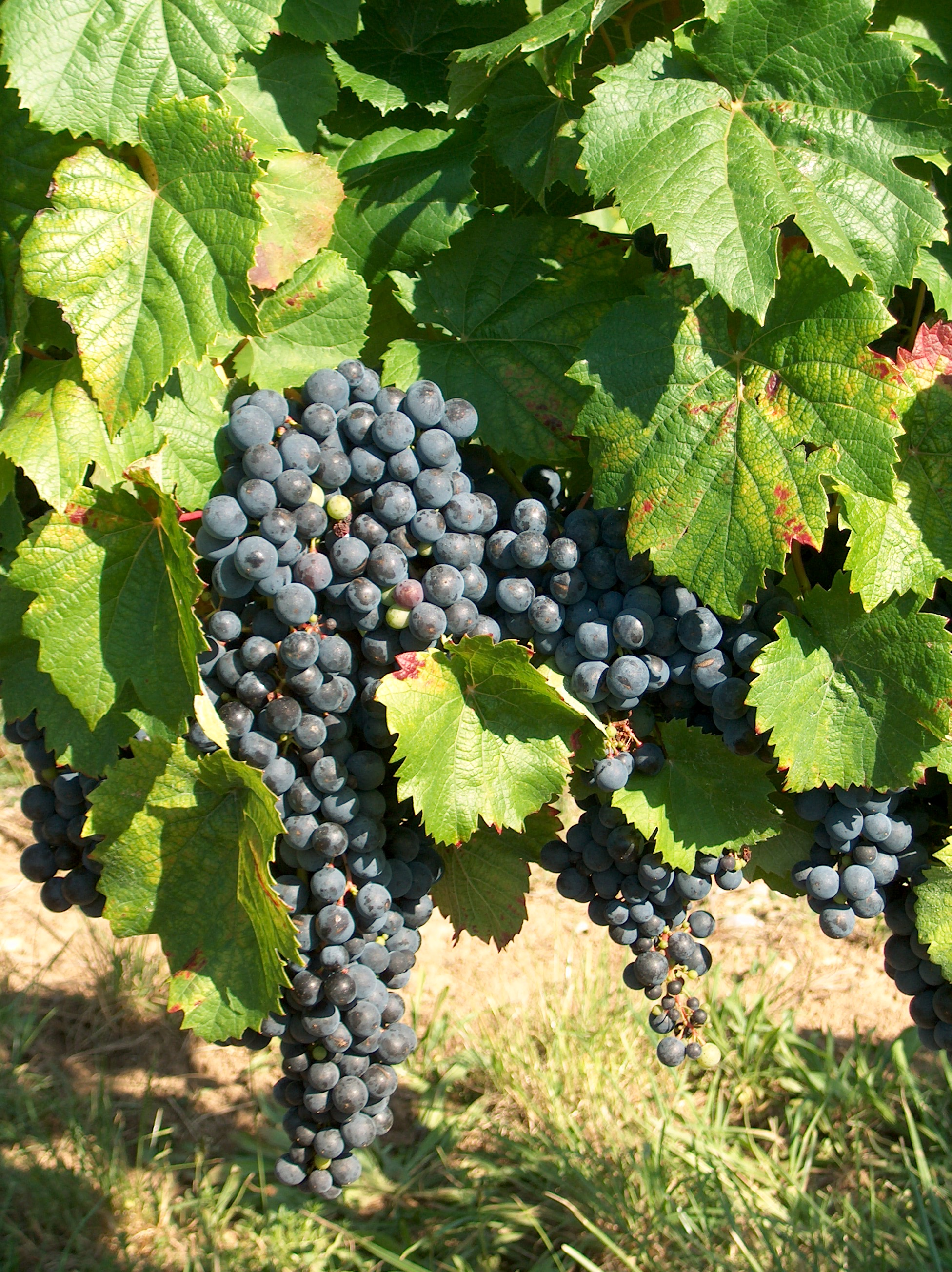
Weinrebe der AOC Cahors
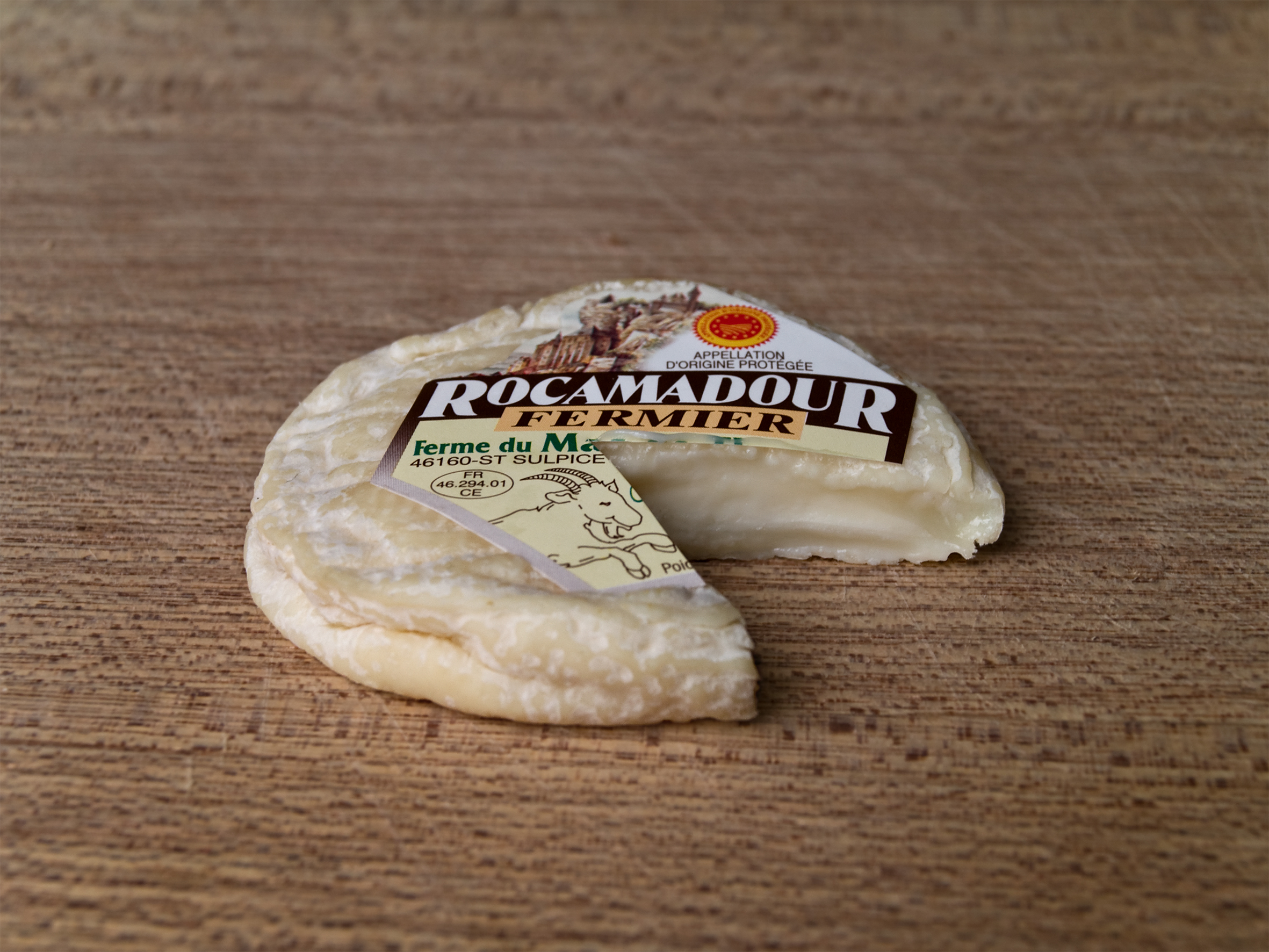
Rocamadour-Käse

Carnac-Rouffiac liegt in den Zonen AOC
- des Blauschimmelkäses Bleu des Causses,
- des Cahors-Weins und
- des Rocamadour, eines Käses aus Ziegenmilch.[10]

### Verkehr
Carnac-Rouffiac ist erreichbar über die Routes départementales 45, 67, 95, 202 und 656, die ehemalige Route nationale 656.

## Persönlichkeiten
Antoine Pélissié de Mirandole, geboren am 14. August 1786 in Rouffiac, gestorben am 9. September 1850 in Paris, war französischer Politiker. Er wurde während der Julimonarchie für die Perioden zwischen 1837 und 1842 und erneut zwischen 1846 und 1848 in die Chambre des députés als Abgeordneter des Départements Lot gewählt.